# 7817 Зібітартл
7817 Зібітартл (7817 Zibiturtle) — астероїд головного поясу, відкритий 14 вересня 1988 року.
Тіссеранів параметр щодо Юпітера — 3,331.